# مقاطعة خور وبيابانك
مقاطعة خور وبيابانك (بالفارسية: شهرستان خور و بیابانک) هي إحدى مقاطعات محافظة أصفهان في إيران. عاصمة المقاطعة هي خور. حسب تعداد 2006، بلغ عدد السكان 17,488 نسمة في 4,924 عائلة.